# Governo Richelieu II
Il Governo Richelieu II fu in carica dal 18 febbraio 1820 al 14 dicembre 1821, per un totale di 665 giorni, ovvero 1 anno 9 mesi e 26 giorni.
Il precedente Governo Decazes crollò a seguito dell'inizio della rivoluzione liberale spagnola e, soprattutto, dell'assassinio del duca di Berry (figlio di Carlo di Borbone, il fratello del re), avvenuta il 13 febbraio 1820.
Luigi XVIII incaricò, quindi, il 18 febbraio 1820, il duca di Richelieu già primo ministro:  fu il primo governo conservatore, dopo i due governi liberali Dessolles e Decazes.
La missione affidata dal sovrano era di rovesciare la maggioranza liberale alla Camera dei deputati. Profittando della sua temporanea debolezza, condizionata com'era dalla generale indignazione seguita all'assassinio del Berry e dalla fine della fiducia loro accordata, sin lì, dal re. Richelieu seppe profittarne imponendo, già a marzo 1820, alla Camera l'approvazione delle leggi che ristabilivano la censura, con tanto di autorizzazione preventiva. Contestualmente vennero aumentati i poteri di polizia e ridotte le libertà personali.
Una volta messa sotto controllo l'opinione pubblica, non restava che cambiare - un'ennesima volta - la legge elettorale ed indire le desiderate elezioni: ciò che avvenne il 2 giugno 1820, con l'approvazione della legge del doppio voto, progettata per aumentare la rappresentatività del quarto più ricco del, già ristretto, elettorato (tanto singolare, per la sua oscenità, da passare alla storia del diritto costituzionale).
I radicali reagirono battezzando tale complesso di provvedimenti: il Secondo terrore bianco.  Venne persino abbozzato un tentativo ‘pronunciamento’ della guarnigione militare (probabilmente sull'esempio spagnolo di del Riego), scoperto in fase assai preliminare e represso senza eccessiva severità. Incidentalmente esso offendeva il sentimento dell'opinione pubblica moderata e liberale, allontanandola dalla causa monarchia ed avvicinandola alle posizioni dei, sin lì, assai deboli radicali e condannò la memoria del Richelieu di fronte alla memoria storica francese, cancellando i, brillanti, risultati del suo primo governo.
La legge del doppio voto produsse un trionfo degli ultra alle elezioni del novembre 1820: anche in questa occasione, Luigi XVIII non venne meno alla consuetudine di ‘accomodare’ la composizione dei ministeri alla maggioranza della Camera.  Al governo, composto in gran parte dai ministri del passato Decazes, affiancò, il successivo 21 dicembre, tre ministri senza portafoglio, nella persona dei leader della fazione ultra, Villèle, Corbière e Visconte Lainé, ex-liberale che si era spostato nei banchi della destra. Corbière divenne anche Presidente del Consiglio Reale dell'Istruzione Pubblica (ministro della pubblica istruzione). 
La nuova maggioranza parlamentare consentì al Richelieu di dare nuovo impulso a un programma legislativo che si poteva dire, ormai, pienamente reazionario.  Si ricordano, in particolare l'ordinanza del 27 febbraio 1821, che mise le università sotto la sorveglianza delle istituzioni ecclesiastiche, nonché la riproposizione del progetto di concordato già bocciato nel 1816. Il governo passò del tutto indenne l'annuncio della morte di Napoleone, avvenuta il 5 maggio a Sant'Elena.
Con questi provvedimenti il primo ministro aveva concluso la sua missione: la casa dei Borbone appariva assai rafforzata, la morte di Napoleone toglieva molti alibi alla ingerenza delle potenze straniere. Le conseguenze nefaste della sua politica anti-costituzionale di là da venire. Ma si era trattato di una politica decisamente ultra.  E, se essa aveva portato tanti vantaggi, non v'era più motivo perché Luigi XVIII non incaricasse direttamente il capo della maggioranza ultra alla Camera, conte di Villèle (peraltro con molti amici a corte, da Rochefoucauld a Madame du Cayla, l'amante del re).
La vigente Carta del 1814 non prevedeva fiducia parlamentare, né la figura del primo ministro: i singoli ministri erano emanazione del potere esecutivo, strettamente identificato con la persona del sovrano e, quindi, le date di entrata in carica e dimissioni dei singoli ministri, differiscono, talvolta, leggermente le une con le altre.

## Consiglio dei Ministri
| Carica                                | Titolare | Titolare                           | Partito     |
| ------------------------------------- | -------- | ---------------------------------- | ----------- |
| Presidente del Consiglio dei Ministri |          | Duca di Richelieu                  | Nessuno     |
|                                       |          |                                    |             |
| Ministro degli Affari Esteri          |          | Barone Pasquier                    | Dottrinario |
| Ministro dell'Interno                 |          | Conte Siméon                       | Dottrinario |
| Ministro della Giustizia              |          | Conte de Serre                     | Dottrinario |
| Ministro della Guerra                 |          | Victor de Fay de Latour-Maubourg   | Militare    |
| Ministro delle Finanze                |          | Antoine Roy                        | Dottrinario |
| Ministro della Marina e Colonie       |          | Barone Portal d'Albarèdes          | Dottrinario |
| Ministro della Real Casa              |          | Jacques Alexandre Law de Lauriston | Militare    |
|                                       |          |                                    |             |
| Ministri senza portafoglio            |          | Conte di Corbière                  | Ultras      |
| Ministri senza portafoglio            |          | Visconte Lainé                     | Ultras      |
| Ministri senza portafoglio            |          | Joseph de Villèle                  | Ultras      |